# Ligne directe de Madrid à Burgos
La ligne directe de Madrid à Burgos ou ligne directe de Madrid à Burgos via Aranda de Duero est une ligne à écartement ibérique non électrifiée en voie unique (bien que la plateforme ait été dimensionnée pour une double voie,) inaugurée par la Renfe le 4 juillet 1968. Elle relie Burgos à Madrid en empruntant le tracé le plus court possible, en 282 kilomètres.
Bien qu'elle fût une ligne très utilisée pendant près de trois décennies, les différentes instances gestionnaires ont estimé que le coût de son entretien ne pouvait être amorti avec sa fréquentation limitée, hormis dans la communauté de Madrid où circulent de nombreux trains de la ligne de Cercanías C-4). La baisse du nombre de circulations sur cette ligne directe a été accentuée par l'ouverture de la ligne à grande vitesse Madrid - Valladolid, et le mauvais état de l'infrastructure qui a notamment entraîné le déraillement d'un train Talgo le 19 février 2010.
La ligne a été brutalement fermée en mars 2011 à la suite d'un éboulement dans le tunnel de Somosierra qui a conduit également à la perte d'une locomotive enterrée dans l'ouvrage,,. Le trafic voyageurs a été entièrement supprimé sur la ligne, à l'exception des 25 premiers kilomètres au nord de l'agglomération de Madrid.
La desserte de Madrid à Burgos via Aranda de Duero a ensuite perduré par bus jusqu'en mars 2012. Le 1er septembre 2015, et malgré l'opposition citoyenne, ADIF a décrété la fermeture définitive au public de la gare d'Aranda de Duero-Montecillo, unique gare de Castille-et-Léon de la ligne qui était encore en service. La fermeture de la ligne directe a permis d'augmenter, par transfert des circulations, le nombre de trains empruntant la ligne à grande vitesse Madrid - Valladolid.
Cette gare n'est aujourd'hui ouverte que pour le trafic de marchandises, opéré par COMSA Rail Transport, qui subsiste encore entre Aranda de Duero et Burgos.

## Desserte

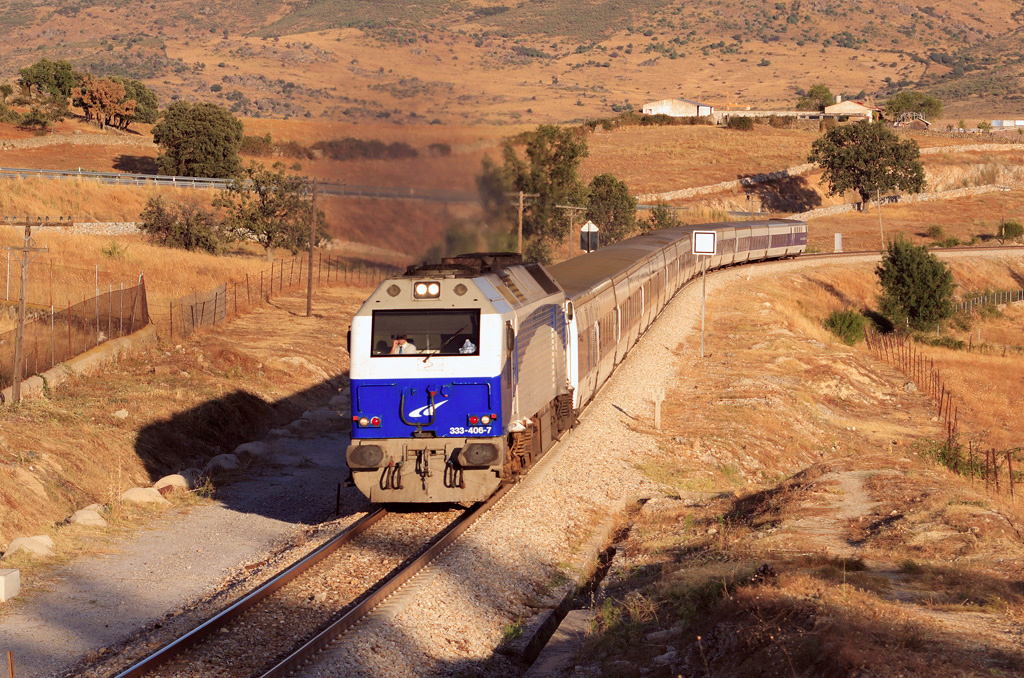
Trenhotel « Francisco de Goya », dévié via la ligne directe Madrid-Burgos, vu à Soto del Real.

Outre le trafic de trains de marchandises, la ligne directe de Madrid à Burgos a également vu passer de nombreux trains voyageurs dont des Talgo assurant des dessertes de type « longue distance » afin de relier Madrid-Chamartín à Hendaye et Bilbao-Abando-Indalecio-Prieto, en desservant un nombre limité de gares de la ligne. Quelques trains régionaux circulaient également, uniquement entre Madrid et Burgos, en assurant une desserte de l'ensemble des gares (ou presque, suivant les trains).
Enfin, durant plusieurs années, le Trenhotel « Francisco de Goya », reliant de nuit Paris à Madrid, empruntait la ligne directe de Burgos à Madrid. Avant celui-ci circulait le train de nuit rapide La Puerta del Sol, sur un tracé similaire.

## Histoire

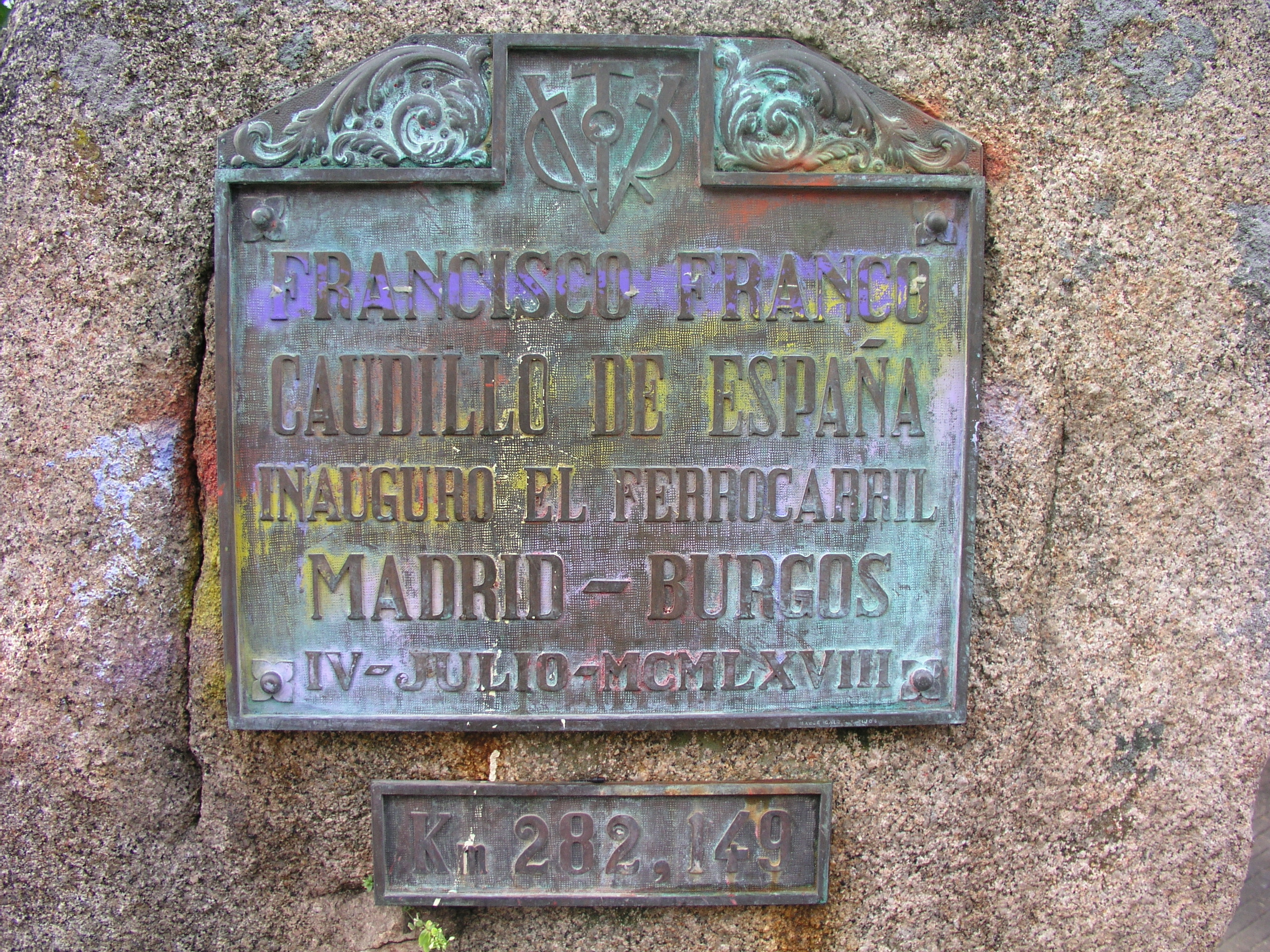
Plaque commémorative de l'inauguration du 4 juillet.

La construction de cette ligne a été commencée en 1926, dans le cadre du plan « Guadalhorce » pour la construction urgente de chemins de fer. Les travaux ont été interrompus à la fois par la guerre d'Espagne et par la longue résolution visant à construire de nouvelles liaisons ferroviaires à Madrid, devant se connecter à la ligne directe. Inaugurée par Francisco Franco en 1968, l'objectif était de réduire la distance de parcours entre la capitale espagnole et la frontière française de 90 kilomètres, en évitant le détour par Ávila et Valladolid.

### Genèse du projet
En 1843, avec l'inauguration à Bilbao des hauts-fourneaux de Santa Ana de Bolueta, première entreprise à remplacer les anciennes forges, apparaît le premier projet de ligne ferroviaire Irun-Deba-Bilbao-Burgos-Valladolid-Madrid. Lors des débats sur le tracé, par Urduña-Orduña ou Balmaseda, de la concession ou du financement, Bilbao a dû se résigner à ne pas être desservie par la ligne. C'est ainsi que le 25 octobre 1860, la première locomotive arriva à la gare de Saint-Sébastien par la ligne de Madrid à Hendaye.
Le gouvernement, au vu du mécontentement de Bilbao, n'a pas jugé opportun de lui refuser l'autorisation de construire la ligne ferroviaire de Bilbao à Tudela via Miranda de Ebro, ouvrant un débouché à la capitale de Bilbao sur le marché des vins de la Rioja.

### Construction
La compagnie basco-castillane eut l'intention de racheter les concessions entre Burgos et Madrid afin de créer une ligne directe Madrid-Bilbao offrant une alternative d'accès plus aisée au port d'Urduña-Orduña. Burgos aurait été reliée à Madrid via Lerma, Aranda de Duero et Somosierra tout en évitant le détour par Valladolid et Ségovie (et aujourd'hui par Ávila). Comme prévu, la Compagnie du Nord (entreprise gestionnaire de la ligne Madrid-Hendaye) s'y est opposé puisque ce nouveau tracé aurait concurrencé sa ligne. Un autre projet, cette fois-ci de voie métrique, avait été étudié à partir de 1908 afin de relier Burgos et Aranda de Duero avec deux bifurcations : l'une vers Cantalejo par Ségovie et l'autre vers Madrid via Somosierra.
Le projet est resté en sommeil jusqu'en 1923, avec la mise en place de la dictature de Primo de Rivera. Le décret-loi du 5 mai 1926, qui a approuvé la construction d'une telle ligne, a été motivé par le désir de réduire la distance de Madrid à la côte basque et à la frontière franco-espagnole, reconnaissant qu'il s'agissait avant tout d'une ligne d'importance administrative et politique avant d'être d'importance économique.
Miguel Primo de Rivera et son ministre Benjumea ont lancé le démarrage des travaux sans hésitation. La section de Somosierra à Lozoya a démarré en 1928, après avoir terminé le passage du plateau entre Burgos et Somosierra. Cette seconde section a nécessité la réalisation d'un tunnel long de quatre kilomètres et demi ainsi que du grand pont de Riaza. Lorsque la Seconde République a été proclamée, il ne restait plus que seulement 50 km à construire, entre Lozoya et Madrid. Indalecio Prieto, après avoir critiqué la politique ferroviaire de la dictature, a, lorsqu'il a été nommé ministre des Travaux publics, conseillé à l'Association des Transports de ne pas terminer les travaux de ce projet qu'il jugeait insoutenable. Ainsi, dans le nouveau plan de travaux publics, elle a été classée comme projet sans intérêt général.
Le régime franquiste décida malgré tout, selon sa politique de développement et malgré les performances de la ligne très critiquées en plein développement du réseau routier, de finir les travaux. Face à l'accroissement du trafic international, le chantier a repris en 1965 pour achever la ligne. Le gain de distance fut probablement le facteur déterminant de la décision finale.
Au moment de sa construction, à la suite du fort développement de la voiture, le transport ferroviaire a rapidement perdu son rôle de moyen de transport principal de la population. La concurrence de l'automobile a contraint les sociétés privées ayant déjà réalisé un réseau de base, de nourrir des projets de construction de nouvelles lignes directes. En fait, le désir de desservir le plus grand nombre possible de villes avec une même ligne a conduit la Compañía de los Caminos de Hierro del Norte de España à construire sa ligne de Madrid à Irun en empruntant un long détour desservant Ávila, Valladolid ainsi que les environs de Palencia.
Cette ligne a été conçue dès l'origine dans l'objectif de réduire la distance à parcourir en train pour relier la frontière française et le Pays basque à Madrid, et non d'assurer une desserte des petites villes qu'il est possible de desservir par la route. C'est pourquoi les gares de la ligne, dont la construction a été souvent dictée par les contraintes d'exploitation, sont souvent situées loin des centres de population modestes. Ce n'est pas le cas dans les villes importantes d'Aranda de Duero et de Lerma. Malgré tout, dans le cas de Lerma, malgré un détour de la ligne de près de 3 km, la gare est tout de même située à environ 1 km.
Même si elle remplit son objectif de raccourcir la distance entre Burgos et Madrid, la ligne doit franchir la chaîne de montagnes dite du « Système central » qui sépare la Castille-et-Léon au nord de la communauté de Madrid au sud de la ligne. Le passage à travers Somosierra a nécessité la construction d'ouvrages importants et coûteux pour l'époque, dont les plus remarquables desquelles sont le tunnel de près de 4 km de long et le viaduc de Lozoya. Malgré cela, cette ligne possède des caractéristiques remarquables eu égard au terrain : les rampes maximales ne dépassent pas 10 ‰ et le rayon des courbes est systématiquement supérieur à 400 m, ce qui permet de conserver de bonnes performances.

## Tracé et caractéristiques
L'orographie des terres traversées par ce chemin de fer n'est pas simple. Depuis Madrid, les trains doivent d'abord affronter le Système central, puis le col de Somosierra. Ces reliefs escarpés conditionnent toute la première partie du tracé de la ligne. Plus tard, elle descend les contreforts du nord du Système central jusqu'à la vallée du fleuve Duero, qu'elle franchit perpendiculairement en traversant Aranda de Duero. De là, la ligne traverse la Submeseta Norte, en direction de la ville de Burgos, en traversant les vallées creusées par les rivières Esgueva, Arlanza et Ausín, ainsi que ses affluents mineurs, ce qui explique un profil en dents de scie, parsemé de rampes et de pentes.

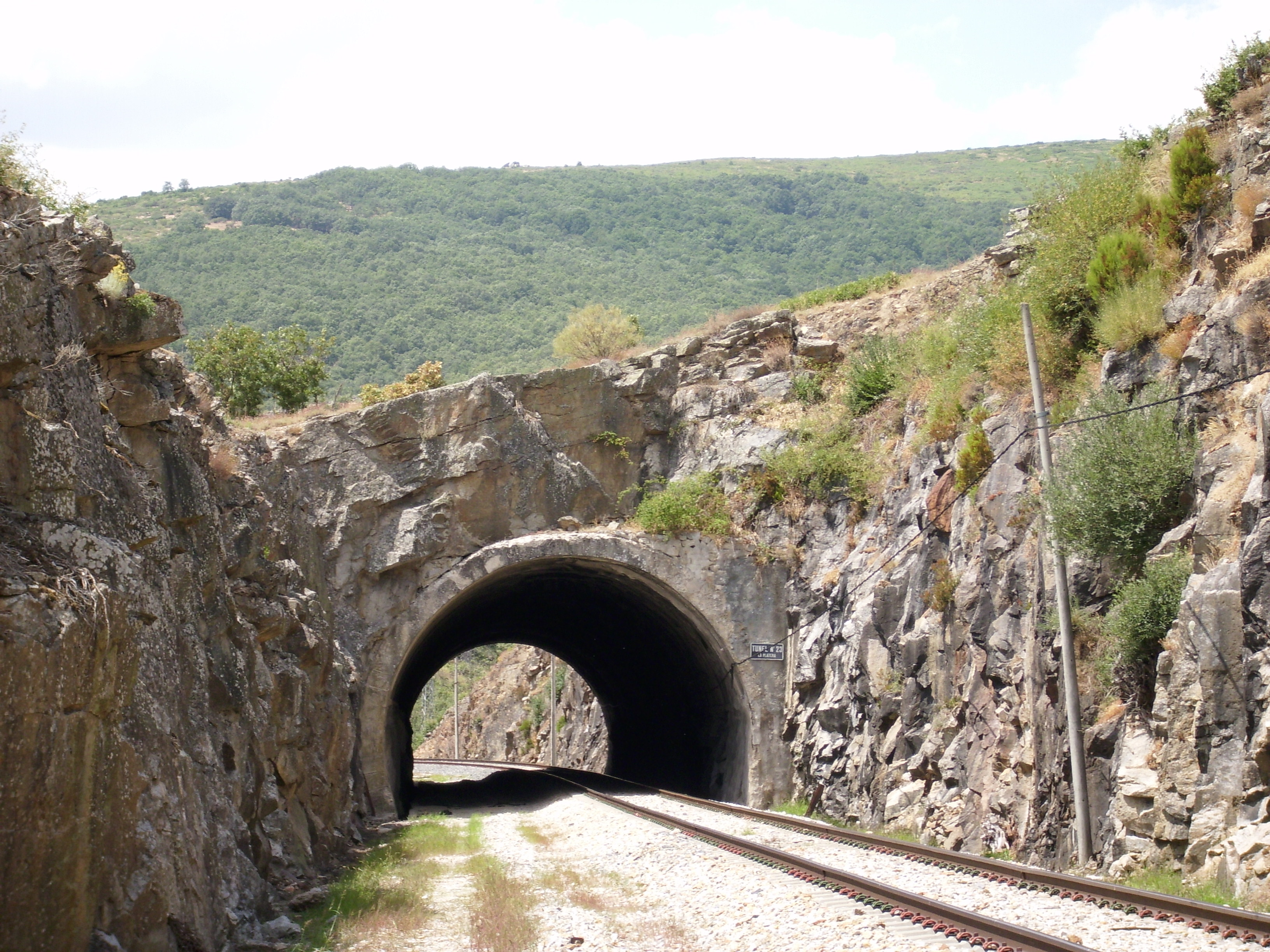
Les tunnels de la ligne Madrid-Burgos ont été creusés au gabarit de la double voie, comme celui-ci entre les gares de La Acebeda et Robregordo. Ceci a énormément facilité le doublement de la voie mené sur des tronçons successifs entre Madrid et Colmenar Viejo pour le service de Cercanías Madrid.

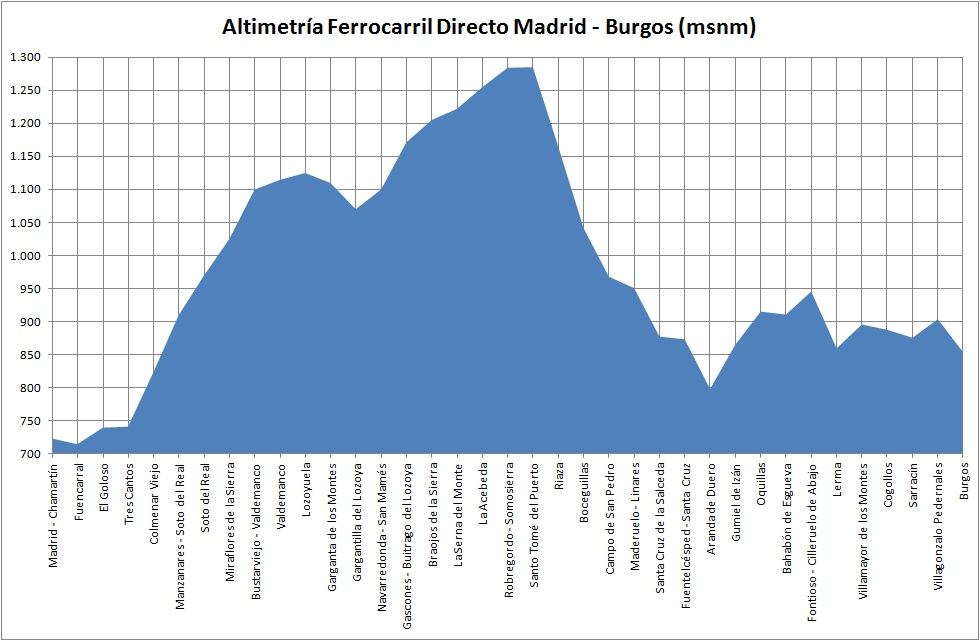
Profil altimétrique de la ligne entre Madrid et Burgos.

Compte tenu de son caractère de ligne principale, des caractéristiques de tracé exceptionnelles ont été choisies pour l'époque. Le rayon minimum des courbes est, en général, de 500 m, même s'il peut descendre parfois à environ 400 m, surtout dans la difficile montée au col de Somosierra. De plus, la rampe maximale est de 10 ‰, ce qui est très louable rapporté au dénivelé, sachant que la ligne part de 723 m à Madrid et atteint 1 304 m d'altitude au niveau du tunnel de Somosierra, en un peu plus de 100 km parcourus. Pour cette raison, la longueur de la ligne atteint 281 km, alors que le même trajet par route (autoroute A-1) n'est que de 240 km.
Malgré tout, cette ligne constitue le lien ferroviaire le plus direct de Madrid à Burgos et au nord de l'Espagne, ce qui permet d'économiser 90 km par rapport à l'emprunt de la « ligne impériale » (via Valladolid) et 18 km par rapport à la combinaison de la ligne à grande vitesse de Madrid à Valladolid puis de la « ligne impériale » entre Valladolid et Burgos. Cependant, au cours de ses dernières années d'exploitation, la ligne directe offrait des temps de parcours plus mauvais que son alternative plus longue en raison de la faible vitesse moyenne due à son mauvais entretien. Par conséquent, la ligne à grande vitesse de Madrid à Valladolid a été favorisée pour la circulation des trains de longue distance, laissant uniquement les trains de courte distance et régionaux sur la ligne directe, laissant isolées les municipalités de cet axe entre Burgos et Madrid.
Le caractère montagneux du parcours, en particulier entre Madrid et Aranda de Duero, a conduit à la construction de nombreux tunnels et viaducs. Parmi les 44 tunnels de la ligne, plusieurs tunnels se distinguent par leur longueur comme ceux de Somosierra (3 895 m), Mata Águila (2 848 m), Medio Celemín (2 291 m), Maderuelo III (1 170 m) et Maderuelo IV (1 290 m). Parmi les viaducs, on peut citer celui de la vallée de Lozoya avec 240 m de long et 45 m de haut, celui de Los Plantíos, avec 258 m de long et 52 m de haut, et celui du canyon de la rivière Riaza, avec 248 m de long et 58 m de haut.

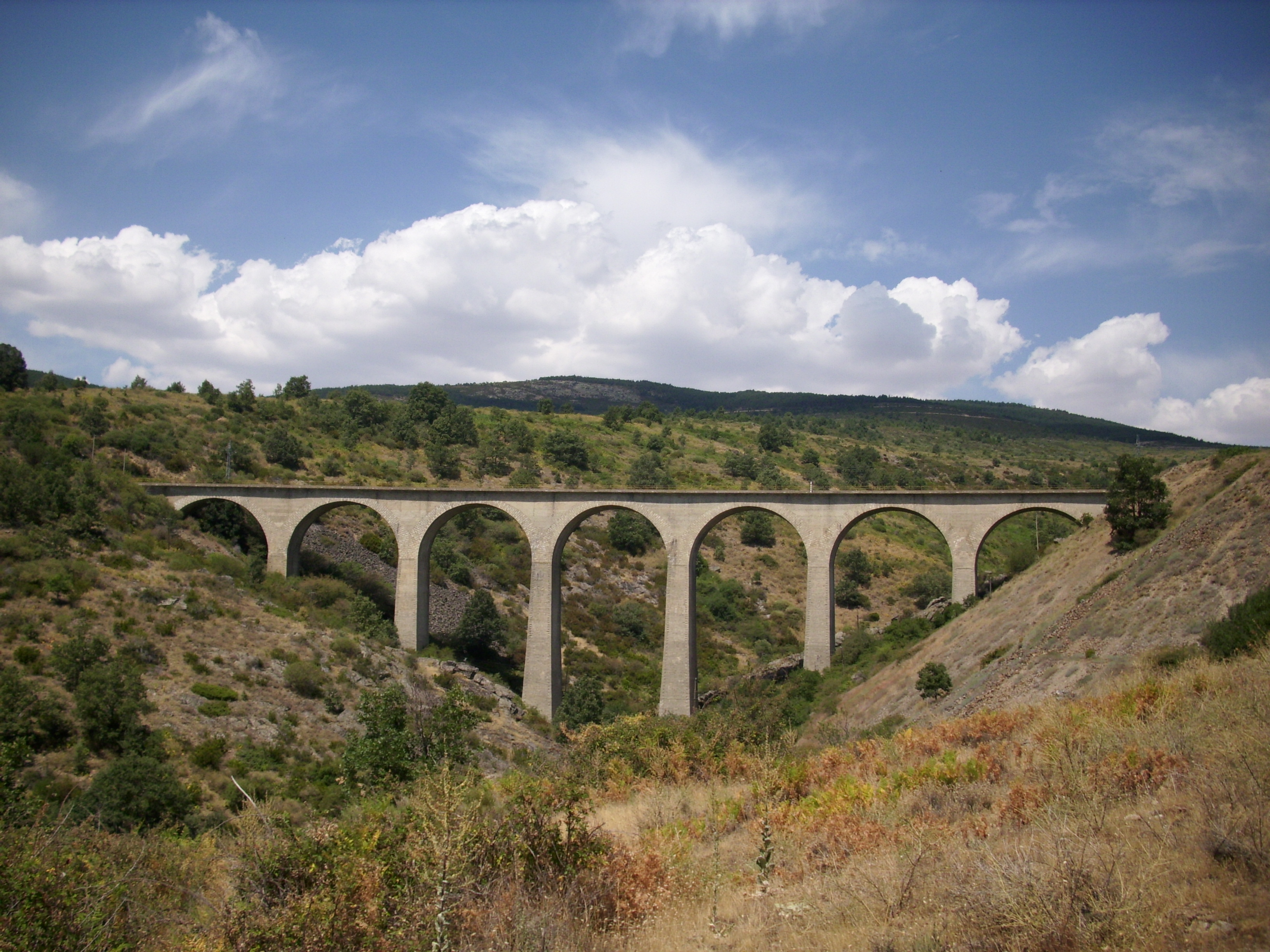
Une grande partie du tracé s'affranchit des contraintes naturelles du terrain, que ce soit par l'intermédiaire d'ouvrages en terre, de tunnels ou encore de grands viaducs comme celui-ci, situé du côté madrilène de la gare de Robregordo.

En ce qui s'agit de l'infrastructure, la voie est constituée de deux rails de 54 kg/m soudés sur des traverses bibloc en béton (monoblocs sur la montée vers Somosierra et sur certaines autres sections) posées sur une généreuse couche de ballast. Bien que la ligne soit conçue de manière à pouvoir être doublée, elle reste en immense majorité en voie unique et non électrifiée. Il n'y a pas de passages à niveau.
Le système de sécurité et de contrôle du trafic est le Contrôle de Trafic Centralisé (abrégé CTC, qui signifie « Control de Tráfico Centralizado » en Espagnol), mis en place à partir de deux points de contrôle situés à Aranda de Duero et à Madrid-Chamartín. Cela permet de laisser les gares sans personnel et d'assurer une grande précision aux passages à niveau et aux dépassements, ce qui, à l'heure actuelle, ne justifierait pas la construction d'une double voie, sauf en cas d'augmentation significative du trafic sur la ligne. Elle dispose également, depuis 1978, de l'ASFA (Annonce de signal et freinage automatique, Anuncio de Señales y Frenado Automático en Espagnol).
Les caractéristiques de l'itinéraire, conditionnées par l'orographie, ne permettent pas des vitesses élevées, mais des vitesses soutenues entre 110 et 140 km/h à condition que la voie soit dans des conditions optimales et libre. En fait, il était pratiquement impossible de descendre en dessous de 90 km/h avec le matériel Talgo conventionnel ou de 100 km/h avec le matériel Talgo pendulaire, modèles qui circulaient sur la ligne. Pourtant, l'essai d'une automotrice Renfe série S-598, a prouvé que les sillons des trains Talgo étaient détendus et donc que ces trains plus modernes offraient des performances plus compétitives.

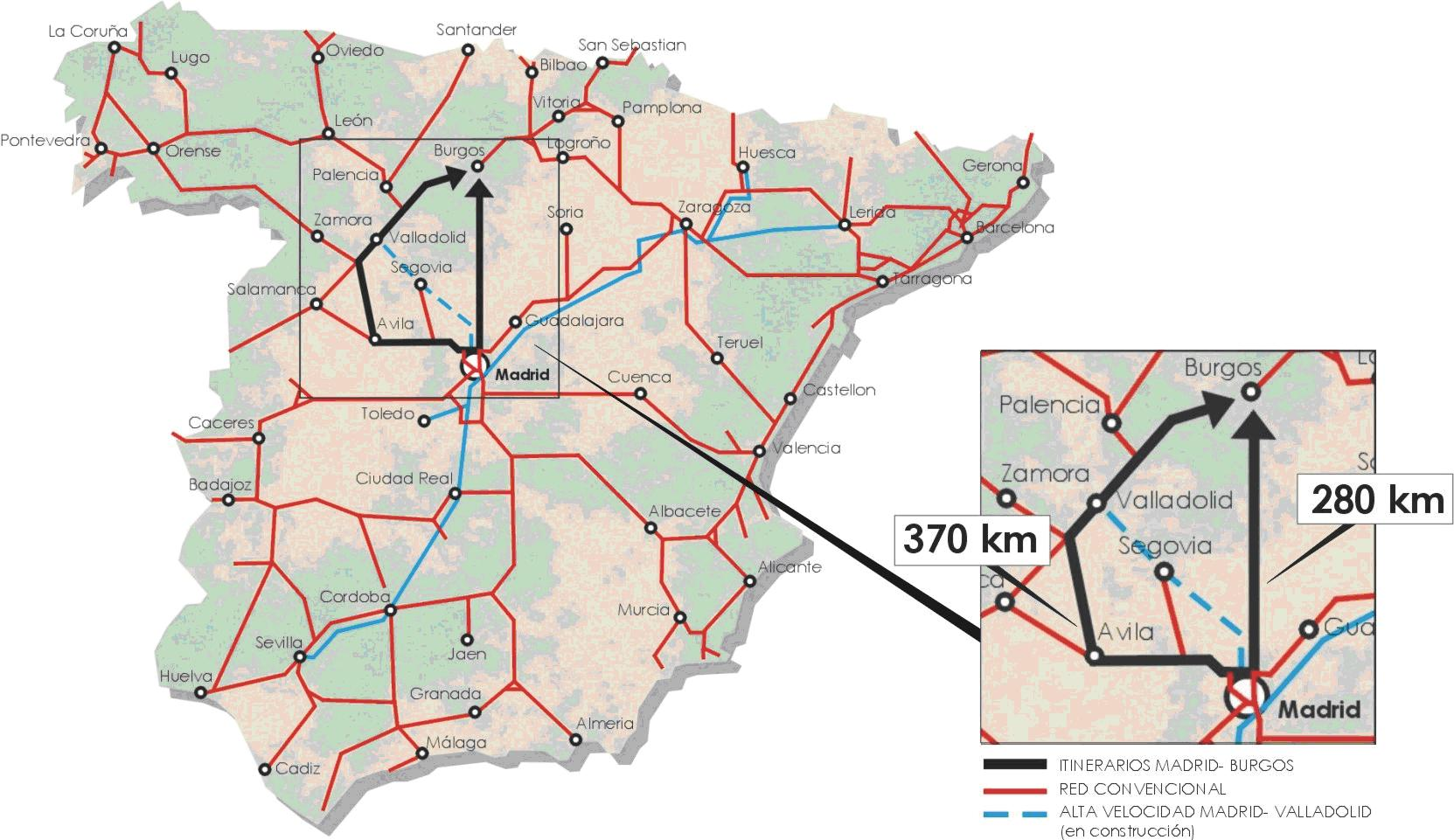
Les trois itinéraires ferroviaires possibles pour relier Madrid à Burgos : la ligne Irun-Madrid, la ligne directe via Aranda de Duero et la ligne à grande vitesse.

La réouverture de la ligne est estimée à 14 millions d'euros (réouverture du tunnel de Somosierra et conditionnement de certaines sections), qui seraient portés à près de 100 millions d'euros pour rouvrir avec des systèmes de sécurité et de qualité minimum, et jusqu'à 150 millions d'euros pour électrifier l'ensemble de la ligne.

## Populations desservies
Cet axe, qui parcourt la province de Burgos du nord-est au sud, met en relation ses principaux foyers de population, qui contrairement à la dynamique provinciale de perte de population, maintiennent une croissance démographique soutenue.
La population des principaux centres est indiquée ci-dessous :
- Dans la province de Castille-et-Léon :
  - Burgos : 177 879 habitants ;
  - Aranda de Duero : 33 065 habitants ;
  - Lerma : 2 808 habitants ;
  - Riaza : 2 138 habitants.
- Dans la Communauté de Madrid :
  - Miraflores de la Sierra : 5 817 habitants ;
  - Colmenar Viejo : 49 498 habitants ;
  - Tres Cantos : 46 750 habitants.

## Perspectives d'améliorations ferroviaires

### Variante ferroviaire de Burgos et possibles alternatives
La variante ferroviaire de Burgos (l'unique tronçon en voie unique de la ligne de Madrid à Hendaye), ouverte en 2008, a permis de libérer le centre-ville et de supprimer  les barrières ferroviaires qui protégeaient la ligne. Elle était en effet très accidentogène et causait de nombreuses incommodités pour le voisinage. Ce nouveau tracé, de 17 km de longueur, contourne la ville par le nord, décision prise face au coût très importé estimé pour la solution souterraine, qui était pourtant préférée par la population. La nouvelle gare de la ville, baptisée gare de Burgos Rosa Manzano, se trouve désormais au nord-est de la ville, à proximité du centre historique, dans un endroit beaucoup moins bien desservi par les transports en commun municipaux (autobus), bien qu'elle soit facilement accessible en voiture. L'ancienne gare a été abandonnée pendant des années puis réhabilitée par le conseil municipal au profit de divers projets culturels et de loisirs.

### Annonce d'investissements non réalisés
En 2008, à la suite de la fermeture temporaire de la ligne due à la construction du contournement ferroviaire de Burgos, il avait été décidé de supprimer les aiguillages de toutes les gares entre Riaza et Burgos (sauf Aranda de Duero-Montecillo, Campo de San Pedro et Lerma) afin d'éliminer les limitations de vitesse à 30 km/h dans les traversées de différentes gares intermédiaires. Cependant, l'introduction du système de signalisation BLAU (Bloqueo de Liberación Automática en Vía Única en Espagnol, qui signifie « Block Automatique de Libération de Voie Unique ») n'aurait autorisé la circulation que d'un seul train entre deux gares successives autorisant un croisement.
Afin de résoudre les différentes lacunes de la ligne et l'améliorer, il avait été prévu d'investir entre 2,9 à 4,7 millions d'euros en 2009, ce qui aurait permis d'améliorer les temps de trajet et les conditions d'exploitation avec une qualité et une fiabilité des infrastructures accrues pour une sécurité et un confort de roulement améliorés,. Néanmoins, ces travaux n'ont jamais été engagés à ce jour (en mars 2020).

## Sous-utilisation et abandon de la ligne

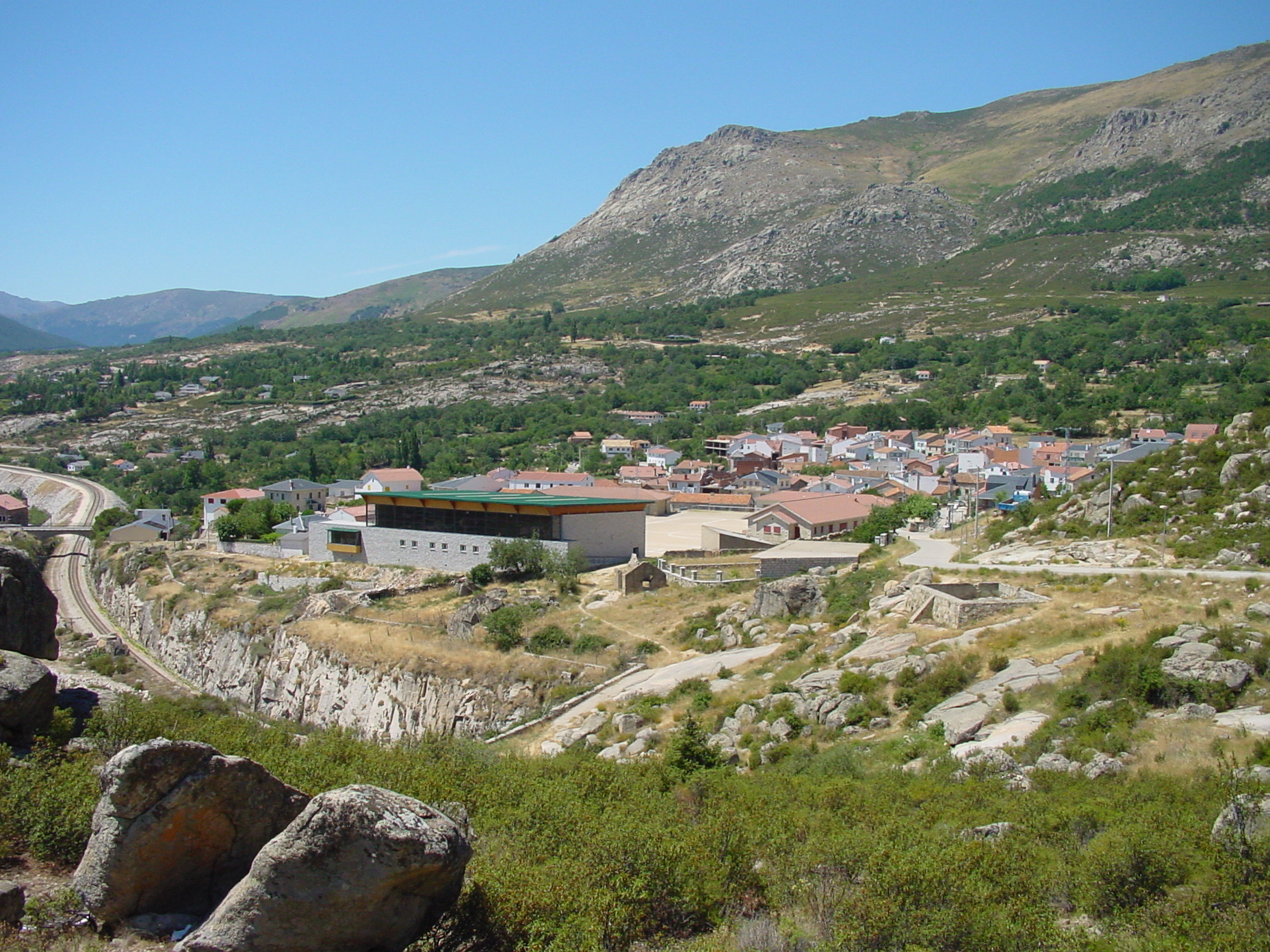
Vue de Valdemanco avec un aperçu de la ligne de chemin de fer.

La ligne directe de Burgos a été très utile et fréquentée par des trains de sa mise en service jusqu'au début des années 1990, supportant une grande partie du trafic de Madrid à la frontière ferroviaire d'Irun, mais voyant aussi passer des trains en direction de Bilbao, Algeciras, Alicante et même des convois internationaux en direction de Paris. Cependant, l'abandon de cette infrastructure par les représentants politiques a conduit à un manque de maintenancedont la conséquence directe a été le rallongement du temps de parcours jusqu'à ce qu'il finisse par être plus rapide et plus fiable d'utiliser la ligne « impériale » via Valladolid. Malgré cela, il avait été démontré qu'un matériel automoteur moderne aurait permis de retrouver les temps de voyage des débuts de la ligne.
Malgré les nombreuses protestations des habitants à Burgos et à Aranda de Duero, l'attractivité de la ligne a commencé à décliner.
Enfin, malgré les promesses de mise en place d'un train régional Regional et en raison du manque d'entretien de la ligne, un train Talgo a déraillé dans la municipalité de Bahabón de Esgueva, causant des dommages matériels considérables, bien qu'il n'y ait pas eu plus que quelques blessés légers,. De plus, l'éboulement du tunnel de Somosierra, survenu le 8 mars 2011 pour les mêmes raisons, a enterré d'ADIF et a conduit à la fermeture définitive de cette partie de la ligne à la circulation.
Depuis lors, seuls les 25 premiers kilomètres de la ligne, situés dans la région de Madrid, sont encore ouverts au trafic voyageurs et sont circulés par des trains de la ligne C-4b du réseau de trains de banlieue Cercanías Madrid. Cette section est entièrement électrifiée et à double voie jusqu'à la gare de Colmenar Viejo. Elle pourrait éventuellement être étendue à l'avenir jusqu'à Soto del Real ou Bustarviejo - Valdemanco sous réserve d'effectuer les mêmes types de travaux.
Depuis 2012, les trains de la ligne ne circulent plus qu'entre les villes de Burgos et d'Aranda de Duero, étant bloqués en direction de Madrid en raison de l'effondrement du tunnel de Somosierra.
En 2015, le collectif de la « plate-forme pour la relance de la ligne directe Madrid-Burgos » est créée. Il vise à lutter pour obtenir la réouverture complète de la ligne ainsi que démontrer sa vialibilité et sa capacité à être une infrastructure rentable. D'autre part, elle entend mener des actions en justice pour l'abandon de l'entretien et la non-réouverture du tunnel après l'éboulement.
Le 1er septembre 2015, et malgré l'opposition citoyenne, ADIF a décrété la fermeture définitive au public de la gare d'Aranda de Duero-Montecillo, seule gare intermédiaire encore en service à cette date. Depuis, la ligne ne voit plus passer que des trains de fret en direction de Burgos.
En février 2018, la Chambre de commerce de Burgos et les institutions provinciales ont présenté à Burgos un projet de création d'un corridor ferroviaire central qui utiliserait la ligne directe via Aranda de Duero en direction de Madrid comme axe principal pour parcourir le nord de la péninsule ibérique.
En juin 2018, ADIF a condamné les accès au tunnel de Somosierra avec un mur de béton afin d'empêcher tout accès non autorisé au tunnel.
En 2019, ADIF a planifié une opération de maintenance conststant au remplacement de traverses sur la ligne, du point kilométrique 164,600 jusqu'à la gare d'Aranda de Duero.
En 2024, ADIF et le ministère des Transports ont estimé l'investissement nécessaire pour la réouverture entière de la ligne pour un montant de 45 à 50 millions d'euros, comprenant la réouverture du tunnel de Somosierra. Il faudrait rajouter 450 millions d'euros pour l'équiper des systèmes de sécurité minimaux et 800 millions d'euros pour électrifier l'ensemble de la ligne, soit un total de 1 300 millions d'euros,.